# Свято-Троицкая братская церковь

Мемориальная доска на доме № 27 по улице Миллера, Владикавказ

Свято-Троицкая Братская церковь — утраченный православный храм во Владикавказе, Северная Осетия. Находился на месте современного дома № 27 по улице Миллера.

## История
В 1880-х годах законоучитель Владикавказского реального училища и Ольгинской женской гимназии священник Иасон Дмитриевич Мамацев ходатайствовал перед городскими властями о выделении участка для строительства нового храма площадью около 750 сажень на пересечении улиц Гимназической и Московской напротив Лорис-Меликовского ремесленного училища.
8 сентября 1886 года был заложен молитвенный дом во имя Святой Троицы, который к началу 1887 года был перестроен в полноценный храм. Деньги на постройку храма собирали горожане и значительную сумму выделил владикавказский купец Пётр Андреев, сын которого построил на Александровском проспекте собственный доходный дом. 15 ноября 1887 года храм был освящён экзархом Грузии архиепископом Палладием. При храме действовали благотворительная столовая, бесплатная лечебница и богатая библиотека с читальней. 20 сентября 1888 года храм посетил российский император Александр III с семьёй. В последующие годы около храма было построено Свято-Троицкое училище (сегодня — дом № 31 по улице Кирова).

В 1929 году церковь была закрыта. В 1932 году горсовет принял решение о роспуске церковной общины. В последующие годы в храме размещались кинотеатр и клуб пионеров. В 1934 году храм был снесён.
На его месте был построен жилой дом для сотрудников МВД, который получил название среди горожан как «Дом чекистов» (улица Миллера, д. № 27).
В 2004 году на здании дома № 27 по улице Миллера была установлена мемориальная доска Свято-Троицкой Братской церкви (автор — скульптор Георгий Сабеев).